# Noxocremastus curiosus
Noxocremastus curiosus là một loài tò vò trong họ Ichneumonidae.